# Поляков, Пётр Николаевич
Пётр Николаевич Поляков (22 июня 1923, Вороновка, Одесская губерния — 8 апреля 2007, Нерубайское, Одесская область) — советский хозяйственный, государственный и политический деятель, Герой Социалистического Труда.

## Биография
Родился в 1923 году в селе Вороновка. Член КПСС.
Участник Великой Отечественной войны. С 1947 года — на хозяйственной, общественной и политической работе. В 1947—1994 гг. — заведующий складом в подсобном хозяйстве лагеря № 159 МВД СССР в селе Беляры, председатель Билярского сельского совета, управляющий отделением колхоза № 4 в селе Биляры, заведующий отделением совхоза № 4 Коминтерновского района, директор совхоза имени Ленина Беляевского района Одесской области Украинской ССР.
Указом Президиума Верховного Совета СССР от 24 декабря 1976 года присвоено звание Героя Социалистического Труда с вручением ордена Ленина и золотой медали «Серп и Молот».
Умер в селе Нерубайское в 2007 году.